# Alexej Petrovič Jermolov
Alexej Petrovič Jermolov (rusky  Алексе́й Петро́вич Ермо́лов; 4. června 1777 Moskva – 23. dubna 1861 tamtéž) byl ruský generál, který velel ruským vojskům během dobývání Kavkazu.

## Život
Narodil se v roce 1777 do šlechtické rodiny, která přišla do Moskvy z Orjolské gubernie. Absolvoval Moskevskou univerzitu, v roce 1787 nastoupil do gardového Preobraženského pluku, o čtyři roky později byl povýšen na poručíka a převelen do Novgorodu ke dragounskému pluku v hodnosti kapitána. Před tím než byl v roce 1794 poslán potlačit Kościuszkovo povstání, krátce v roce 1793 cvičil dělostřelecké a ženijní kadety. Za dobytí Pragy obdržel 12. ledna 1795 Řád sv. Jiří 4. třídy.
Následně byl převelen na východní Kavkaz, aby se tu zapojil do bojů s Persií. V dalším roce se účastnil tažení podél Kaspického moře do Persie. Ve věku devatenácti let získal hodnost podplukovníka a řád sv. Vladimíra. Ale 7. ledna 1799 byl za účast v domnělém spiknutí zatčen a odsouzen k vyhnanství v Kostromě, kde se sám naučil latinsky. Po vraždě Pavla I. jej Alexandr I. omilostnil, Jermolov se vrátil k armádě a studoval díla Suvorova, jehož pokračovatelem se cítil být. 13. května 1801 byl přidělen k dělostřelectvu, poté od 21. června 1801 sloužil u jezdeckého dělostřeleckého oddílu.

## Napoleonské války
V bitvě u Slavkova v roce 1805 bojoval v hodnosti plukovníka. Osvědčil se při velení převážně dělostřeleckých jednotek různých stupňů a v roce 1810 byl jmenován do generálské hodnosti. Za dva roky se stal náčelníkem štábu 1. západní armády. Bojoval u Smolenska i Lubina, byl povýšen do hodnosti generálporučíka a vyznamenal se i u Borodina, kde byl raněný při vedení jednoho z ruských protiútoků.
Během tažení do Evropy v letech 1813 a 1814 Jermolov velel dělostřeleckým oddílům spojenců. V roce 1813 bojoval u Lützenu, kde byl obviněn z porušení subordinace a převelen ke 2. gardové divizi. Poté bojoval u Budyšína, kde během ústupu velel zadnímu voji. V bitvě u Chlumce se po zranění hraběte Ostermana-Tolstého ujal velení ruských sil na levém křídle spojeneckých vojsk. Velitelskými schopnostmi přispěl rozhodným způsobem u Chlumce k vítězství.
V roce 1814 se vyznamenal v bitvě u Paříže, za což obdržel 7. dubna 1814 Řád sv. Jiří. Jako velitel spojené ruské a pruské gardy se účastnil obsazení Paříže.

## Kavkaz
Vrchol kariéry Alexeje Petroviče přišel v roce 1816, kdy jej car jmenoval guvernérem Gruzie a Kavkazu a svěřil mu velení nad tamními vojsky. Úkolem Jermolova bylo udržet území Zakavkazska teprve nedávno dobytá v těžkých bojích s Kádžárovci (1805–1813) a Osmany (1807–1812), obsadit Kavkaz oddělující nově dobytá území od Ruska a pacifikovat nepřátelské muslimské kmeny. Ale před tím byl vyslán na naléhavější misi do Teheránu s úkolem vyhnout se navrácení části získaných území, ke kterému se Rusko zavázalo smlouvou z Gulistánu z roku 1813.
Během působení ve funkci vojenského velitele v oblasti Kavkazu se Jermolov, v mezičase povýšený do hodnosti generála dělostřelectva, se stal zosobněním brutality. V odpovědi pobouřenému Alexandru I. napsal: „Přeji si, aby hrůza mého jména střežila hranice účinněji než řetězy nebo pevnosti.“ Povýšení vzbudilo velkou nevoli služebně starších důstojníků a rozšířilo řady domácích nepřátel. Ukázal se jako schopný administrátor a po úspěších v jednání s Persií byl 4. března 1818 opětovně povýšen.
V roce 1817 opevnil brod na řece Sunža a v dalším roce založil pevnost v Grozném. Po odražení útoku horských kmenů uspořádal trestnou výpravu a rozhodným postupem nepřátelské kmeny pacifikoval.
Po deset let současně velel vojskům v Gruzii a současně zastával post carského vyslance v Persii. Nezávislá povaha jej často přiváděla do konfliktů s ministerstvem války, které navíc prohlubovalo osobní nepřátelství mnoha úředníků. Jeho vojáci u něj oceňovali přátelské chování a vojenské úspěchy při potlačování horských kmenů Dagestánu, ačkoli se mu nedařilo nepokojům zabránit. Do paměti vrstevníků se zapsal krutostí, se kterou postupoval proti svým protivníkům, v první řadě proti čečenským kmenům na východě Kavkazu.